# Quercus yokohamensis
Quercus yokohamensis är en bokväxtart som först beskrevs av Tomitaro Makino, och fick sitt nu gällande namn av Tomitaro Makino och Hideaki Ohba. Quercus yokohamensis ingår i släktet ekar, och familjen bokväxter. Inga underarter finns listade i Catalogue of Life.